# Monomorium kugleri
Monomorium kugleri (лат.) — вид вымерших мелких муравьёв из подсемейства Myrmicinae. Эоцен (приабонский век, около 35 млн лет назад), ровенский янтарь (Украина).

## Описание
Длина рабочих муравьёв составляет 2,4 мм. Основная окраска оранжево-красного цвета. От близких видов (Monomorium pilipes и Monomorium mayrianum) отличается гладкой скульптурой, округлым проподеумом, отсутствием продольных бороздок на груди. Усики 12-члениковые. Голова среднего размера, вытянутая (длина головы 0,68 мм, ширина 0,49 мм), с округлыми затылочными углами. Средние и задние голени с одной простой шпорой. Заднегрудка невооружёная, без проподеальных зубцов. Стебелёк между грудкой и брюшком состоит из двух члеников: петиолюса и постпетиолюса (последний четко отделен от брюшка). Вид был впервые описан в 2009 году украинскими мирмекологом Александром Радченко и палеоэнтомологом Евгением Перковским (Институт зоологии НАНУ, Киев, Украина) и назван в честь израильского энтомолога Йеошуа Куглер (1916—2007), крупнейшего знатока муравьёв региона.